# Francesco Sangalli
Francesco Sangalli (Romanengo, 31 gennaio 1820 – Varese, 22 settembre 1892) è stato un compositore italiano.

## Biografia
Si iscrisse giovanissimo al Conservatorio Giuseppe Verdi di Milano dove studiò pianoforte e composizione e dove fu collega di studi del contrabbassista e compositore Giovanni Bottesini.
Dopo aver conseguito il diploma si dedicò alla composizione di musica da camera e opera lirica oltre che all'insegnamento, presso il Conservatorio di Milano, dal 1850 alla fine dei suoi giorni.
Nell'arco della sua carriera compose una vasta gamma di pezzi di musica strumentale e canto. La sua opera più nota è l'Alboino, composta nel 1845 e rappresentata al Teatro alla Scala di Milano.
Quattro anni prima di morire compose una messa a tre voci.
Gran parte dei manoscritti delle sue opere sono conservati presso la Biblioteca del Conservatorio di Milano.